# Ludwig Legge
Ludwig Legge (* 5. Dezember 1936 in Berlin) ist ein deutscher Autor.

## Leben
Legge lebt seit 1970 in Marburg. Nach dem Abitur in Eisenberg (Thüringen) studierte er Germanistik, Geschichte und Philosophie in Tübingen und Marburg. Mit Reinhard Spalke gründete er Anfang der 1970er Jahre die Veranstaltungsreihe Literatur um 11 und am 9. März 1974 die Neue Literarische Gesellschaft.

## Werke (Auswahl)
- Untermorgen, übergestern. Marburg 1979, ISBN 3-87822-072-3.
- Mosaike. Lyrik. München 2005, ISBN 3-932331-50-8.
- Chimären in der Warteschleife. Neue Gedicht. Marburg 2011, ISBN 978-3-943556-00-1.